# Ostreobiaceae
Famille
Les Ostreobiaceae sont une famille d’algues vertes de l’ordre des Bryopsidales.

## Étymologie
Le nom vient du genre type Ostreobium, composé du préfixe ostreo-, venant du grec ὀστέον- / ostéon-, « partie la plus dure ; noyau », et du suffixe -bio / -bium, « en rapport avec la vie » en référence à l'habitat habituel de ces algues qui sont « omniprésentes dans le squelette des constructeurs de récifs coralliens tropicaux, à la fois dans les colonies mortes et en croissance active ».

## Liste des genres
Selon BioLib (7 janvier 2022), ITIS (7 janvier 2022), NCBI (7 janvier 2022) :
- Ostreobium Bornet & Flahault, 1889